# チャハル・モンゴル語
チャハル・モンゴル語は モンゴル語の方言の一つで、話者チャハルの多くは中華人民共和国の内蒙古自治区に在住する。
モンゴル国ではハルハ・モンゴル語が標準語とされているが、中国ではこの方言がモンゴル語の標準語となっている。SILでは周辺モンゴル語（英語：Peripheral Mongolian，ISO 639-3コード：mvf）と定義付けされているが、中国国内のモンゴル語三大方言の一つであり、地理分布が最も広い方言である。内蒙古自治区人民政府は1980年3月31日に《モンゴル語基礎方言標準音とモンゴル語の書き表し方》を発表し、内蒙古自治区のシリンゴル盟正藍旗の発音をチャハル・モンゴル語として中国におけるモンゴル語の共通語とした。
以下では特に断りの無い限り正藍旗の標準チャハル方言について記述する。

## 方言
- シリンゴル方言 Shilingol (mvf-shi)
- トゥメト方言 Tumut (mvf-tum)
- ジョーオダ方言 Jo-uda (mvf-jou)
- チャハル方言 Chahar (mvf-cha)
- ジョソト方言 Josutu (mvf-jos)
- オルドス方言 Ordos (mvf-ord)
- ジェリム方言 Jirem (mvf-jir)
- ウランチャブ方言 Ulanchab (mvf-ula)
- エジネ方言 Ejine (mvf-eji)

## 発音
母音には長短の区別があり、語の内部の共起制限である母音調和が認められる。
短母音は [a]、[ə]、[ɛ]、[i]、[ɪ]、[o]、[ɔ]、[œ]、[ɞ]、[u]、[ʏ] の11であり、中でも [ɛ]、[ɪ]、[œ]、[ɞ]、[u]、[ʏ]は多音節詞の第一音節には絶対に現れず、連続音として現れる。[a]、[ə]、[i]、[o]、[ɔ]の5つの短母音は多音節語のあとに続く場合、母音は弱母音となり [a̯]、[ə̯]、[i̯]、[o̯]、[ɔ̯]となる。
長母音は [aː]、[əː]、[eː]、[ɛː]、[iː]、[ɪː]、[oː]、[ɔː]、[œː]、[ɞː]、[øː]、[uː] の12があり長短母音のそれぞれに対応している。しかし [eː] と [øː]の長母音はないので10の長母音は单音節または多音節語の中にあらわれるが制限を持たない。
8の複合母音は（[ɞe]、[ue]、[ʏɪ]、[yi]）、その後ろに（[ɞa]、[uə]、[iɔ]、[iu]）4つが来る。
基本子音は [b]、[p]、[m]、[ɸ]、[w]、[d]、[t]、[n]、[l]、[r]、[s]、[d͡ʒ]、[t͡ʃ]、[ʃ]、[j]、[ɡ]、[k]、[ŋ̩]、[x] の19である。顎化子音は [bʲ]、[mʲ]、[dʲ]、[tʲ]、[nʲ]、[lʲ]、[rʲ]、[ɡʲ]、[ŋʲ]、[xʲ] の10であり，語頭に現れることはない。このほか言語音としては認めがたいが感嘆詞にあらわれる吸気音 [s‹]、[t͡s‹] などがある。

## 形態素

### 名詞
チャハル方言では、向格の接尾辞として*ödö （モンゴル文字 ögede 「上へ」）に由来する -ʊd/-ud がある。これはハルハ・モンゴル語における -rʊ/-ru にあたるもので、自由交代形として -rʊ/-ru が現れることもある。またハルハ・モンゴル語では -ɑ という形式で現れる再帰接尾辞（モンゴル文字 ban）が、-ŋ/-ɑŋ という形態をとる。
代名詞システムはハルハと変わらない。 人称単数対格は（特有の対格幹があり、）[nadïɡ]の代わりに、[nadï]とすることができる。
[〜ig]は、他の代名詞では発生しないが[~i]への交代という変化が生じている。チャハル方言の人称単数敬称の[tanɛ]はハルハの[tʰanɪ]に相当する。

### 動詞
書面語ではハルハと変わらないが、口語の面では中国語の影響が大きい。チャハル独特の語尾として[-xar]があるが、これはハルハの[-mar]に相当する。
中国語の影響で生じたと見られる副動詞形として、[-ba]（中国語　吧 ba）や [-ja] (中国語 也 yè「～も」) などが、-val や -wc の代わりに用いられることがある。また、[-xlar]が[ -xnar], [-man] ~ [-manjï̆n] というように語尾が変わるという特徴がある。
比較的強い命令を示す接辞として[-xui]や[-lgui]がある。 　 